# Debbie Graham
Debbie Graham (Walnut Creek, 25 augustus 1970) is een voormalig tennisspeelster uit de Verenigde Staten. Graham was actief in het proftennis van 1987 tot en met 2002.

## Loopbaan

### Enkelspel
Graham debuteerde in 1987 op het ITF-toernooi van Fresno (VS) – zij bereikte er meteen de halve finale. Zij stond in 1990 voor het eerst in een finale, op het ITF-toernooi van St. Simons (VS) – hier veroverde zij haar enige ITF-enkelspeltitel, door de Koreaanse Kim Il-soon te verslaan.
In 1987 kwalificeerde Graham zich voor het eerst voor een WTA-hoofdtoernooi, op het toernooi van Aptos. Zij bereikte er de tweede ronde. Zij stond in 1993 voor de enige keer in een WTA-finale, op het toernooi van Tarente – zij verloor van de Nederlandse Brenda Schultz.
Haar beste resultaat op de grandslamtoernooien is het bereiken van de derde ronde, op Roland Garros 1991. Haar hoogste notering op de WTA-ranglijst is de 35e plaats, die zij bereikte in januari 1992.

### Dubbelspel
Graham behaalde in het dubbelspel betere resultaten dan in het enkelspel. Zij debuteerde in 1987 op het ITF-toernooi van Fresno (VS), samen met landgenote Cinda Gurney. Zij stond in 1988 voor het eerst in een finale, op het ITF-toernooi van Fayetteville (VS), samen met landgenote Sandra Birch – hier veroverde zij haar eerste titel, door het duo Paulette Roux en Rita Winebarger te verslaan. In totaal won zij acht ITF-titels, de laatste in 1999 in Albuquerque (VS).
In 1989 speelde Graham voor het eerst op een WTA-hoofdtoernooi, op het toernooi van Newport, samen met landgenote Sandra Birch. Zij stond een week later voor het eerst in een WTA-finale, op het toernooi van Schenectady, weer samen met Birch – zij verloren van het koppel Michelle Jaggard en Hu Na. In 1993 veroverde Graham haar eerste WTA-titel, op het toernooi van Tarente, samen met Nederlandse Brenda Schultz, door het koppel Petra Langrová en Mercedes Paz te verslaan. In totaal won zij vijf WTA-titels, de laatste in 1997 in Cardiff, samen met de Australische Kerry-Anne Guse.
Haar beste resultaat op de grandslamtoernooien is het bereiken van de halve finale, op Wimbledon 1998, samen met de Zuid-Afrikaanse Mariaan de Swardt. Haar hoogste notering op de WTA-ranglijst is de 24e plaats, die zij bereikte in januari 1994.

#### Gemengd dubbelspel
In de periode 1991–2000 nam Graham 25 keer, met een groot aantal verschillende partners, aan de grandslamtoernooien deel in het gemengd dubbelspel. Haar beste resultaat is het bereiken van de halve finale, eenmaal in 1998 op het US Open met Sandon Stolle, en nog een tweede maal in 1999 op het Australian Open samen met Ellis Ferreira.

### Tennis in teamverband
In 1992 en 1993 maakte Graham deel uit van het Amerikaanse Fed Cup-team – zij behaalde daar een winst/verlies-balans van 5–0.

### Privé
- In 1991 studeerde Graham af in de politieke wetenschappen, aan de Stanford-universiteit.[1]
- In 1992 verkreeg zij de Newcomer of the year-award van de WTA.[2]
- Toen zij in juli 1995 van Wimbledon terugkeerde naar de Verenigde Staten, werd zij tijdens de lange vlucht getroffen door een longembolie. Nadat zij op het vliegveld van San Francisco in elkaar was gezakt, was zij in de ambulance op weg naar het ziekenhuis een tiental seconden[3] klinisch dood omdat haar hartslag was gestopt. Pas in februari 1996 keerde zij terug op de WTA-tour.[1]
- In de periode 1998–2000 zat zij in de directieraad van de WTA, en in 2000–2002 in de directieraad van het United States Olympic Committee.[1]
- Vanaf 1999 was zij tenniscoach op de Newport Beach Tennis Club.[1] Na haar huwelijk met Clint Shaffer richtte Graham (die nu zelf twee dochters heeft) Little Aces Tennis op, in Anaheim Hills op 40 km afstand van Newport Beach – zij wijdt zich voornamelijk aan jonge kinderen vanaf de leeftijd van drie jaar.[4]

## Palmares
| Legenda                |
| ---------------------- |
| Grandslamtoernooi      |
| Olympische Spelen      |
| Year-End Championships |
| Tier I                 |
| Tier II                |
| Tier III               |
| Tier IV & V            |

### WTA-finaleplaatsen enkelspel
| nr.              | finale     | toernooi    | ondergrond | tegenstandster | score    |
| ---------------- | ---------- | ----------- | ---------- | -------------- | -------- |
| gewonnen finales |            |             |            |                |          |
| geen             |            |             |            |                |          |
| verloren finales |            |             |            |                |          |
| 1.               | 1993-05-02 | WTA Tarente | gravel     | Brenda Schultz | 6-7, 2-6 |

### WTA-finaleplaatsen vrouwendubbelspel
| nr.              | finale     | toernooi        | ondergrond    | partner         | tegenstandsters                  | score         |
| ---------------- | ---------- | --------------- | ------------- | --------------- | -------------------------------- | ------------- |
| gewonnen finales |            |                 |               |                 |                                  |               |
| 1.               | 1993-05-02 | WTA Tarente     | gravel        | Brenda Schultz  | Petra Langrová Mercedes Paz      | 6-0, 6-4      |
| 2.               | 1993-08-01 | WTA San Juan    | hardcourt     | Ann Grossman    | Gigi Fernández Rennae Stubbs     | 5-7, 7-5, 7-5 |
| 3.               | 1996-05-12 | WTA Boedapest   | gravel        | Katrina Adams   | Radka Bobková Eva Melicharová    | 6-3, 7-6      |
| 4.               | 1996-10-27 | WTA Québec      | tapijt (i)    | Brenda Schultz  | Amy Frazier Kimberly Po          | 6-1, 6-4      |
| 5.               | 1997-05-18 | WTA Cardiff     | gravel        | Kerry-Anne Guse | Julie Pullin Lorna Woodroffe     | 6-3, 6-4      |
| verloren finales |            |                 |               |                 |                                  |               |
| 1.               | 1989-07-30 | WTA Schenectady | hardcourt     | Sandra Birch    | Michelle Jaggard Hu Na           | 3-6, 2-6      |
| 2.               | 1993-05-16 | WTA Berlijn     | gravel        | Brenda Schultz  | Gigi Fernández Natallja Zverava  | 1-6, 3-6      |
| 3.               | 1993-09-19 | WTA Hongkong    | hardcourt     | Marianne Werdel | Karin Kschwendt Rachel McQuillan | 6-1, 6-7, 2-6 |
| 4.               | 1996-02-25 | WTA Oklahoma    | hardcourt (i) | Katrina Adams   | Chanda Rubin Brenda Schultz      | 4-6, 3-6      |
| 5.               | 1999-11-07 | WTA Québec      | tapijt (i)    | Cara Black      | Amy Frazier Katie Schlukebir     | 2-6, 3-6      |

## Resultaten grandslamtoernooien
| Legenda | Legenda                          |
| ------- | -------------------------------- |
| g.t.    | geen toernooi gehouden           |
| l.c.    | lagere categorie                 |
| –       | niet deelgenomen                 |
| G       | uitgeschakeld in de groepsfase   |
| 1R      | uitgeschakeld in de eerste ronde |
| 2R      | uitgeschakeld in de tweede ronde |
| 3R      | uitgeschakeld in de derde ronde  |
| 4R      | uitgeschakeld in de vierde ronde |
| KF      | uitgeschakeld in de kwartfinale  |
| HF      | uitgeschakeld in de halve finale |
| F       | de finale verloren               |
| W       | het toernooi gewonnen            |
| w-v     | winst/verlies-balans             |

### Enkelspel
| Toernooi        | 1988 | 1989 | 1990 | 1991 | 1992 | 1993 | 1994 | 1995 | 1996 | w-v |
| --------------- | ---- | ---- | ---- | ---- | ---- | ---- | ---- | ---- | ---- | --- |
| Australian Open | –    | –    | –    | –    | 1R   | 2R   | 2R   | 1R   | –    | 2-4 |
| Roland Garros   | –    | –    | –    | 3R   | 1R   | 1R   | –    | 2R   | –    | 3-4 |
| Wimbledon       | –    | 1R   | –    | 1R   | 2R   | 1R   | 1R   | 1R   | –    | 1-6 |
| US Open         | 1R   | –    | 2R   | 2R   | 1R   | 1R   | 1R   | –    | 2R   | 3-7 |

### Vrouwendubbelspel
| Toernooi        | 1990 | 1991 | 1992 | 1993 | 1994 | 1995 | 1996 | 1997 | 1998 | 1999 | 2000 | w-v  |
| --------------- | ---- | ---- | ---- | ---- | ---- | ---- | ---- | ---- | ---- | ---- | ---- | ---- |
| Australian Open | –    | –    | 1R   | 1R   | KF   | 3R   | –    | 3R   | –    | 1R   | KF   | 10-7 |
| Roland Garros   | –    | –    | 1R   | 3R   | –    | 1R   | 1R   | 1R   | 3R   | 1R   | –    | 4-7  |
| Wimbledon       | –    | –    | 1R   | 1R   | 2R   | 1R   | 2R   | 2R   | HF   | 1R   | –    | 7-8  |
| US Open         | 1R   | 2R   | 1R   | 3R   | –    | –    | 3R   | 2R   | 3R   | 1R   | 2R   | 9-9  |

### Gemengd dubbelspel
| Toernooi        | 1991 | 1992 | 1993 | 1994 | 1995 | 1996 | 1997 | 1998 | 1999 | 2000 | w-v |
| --------------- | ---- | ---- | ---- | ---- | ---- | ---- | ---- | ---- | ---- | ---- | --- |
| Australian Open | –    | –    | –    | 1R   | 2R   | –    | 1R   | –    | HF   | 1R   | 4-5 |
| Roland Garros   | 1R   | –    | KF   | –    | –    | 1R   | 3R   | 1R   | 3R   | –    | 5-6 |
| Wimbledon       | –    | KF   | –    | 1R   | 2R   | 1R   | 1R   | 1R   | 1R   | –    | 4-7 |
| US Open         | 1R   | –    | 1R   | 1R   | –    | 1R   | 1R   | HF   | 1R   | –    | 3-7 |